# Pseudopachylus longipes
Pseudopachylus longipes is een hooiwagen uit de familie Gonyleptidae.